# Roverbella
Roverbella là một đô thị tại tỉnh Mantova trong vùng Lombardia của Italia, có vị trí cách khoảng 130 km về phía đông của Milano và khoảng 11 km về phía bắc của Mantova. Tại thời điểm ngày 31 tháng 12 năm 2004, đô thị này có dân số 8.047 người và diện tích là 63,2 km².
Đô thị Roverbella có các frazioni (các đơn vị trực thuộc, chủ yếu là các làng) Belvedere, Ca' Mantovane, Canedole, Castiglione Mantovano, Malavicina, và Pellaloco.
Roverbella giáp các đô thị: Castelbelforte, Marmirolo, Mozzecane, Nogarole Rocca, Porto Mantovano, San Giorgio di Mantova, Trevenzuolo, Valeggio sul Mincio.